# 45 (број)
45 је број, нумерал и име глифа који представља тај број. 45 је природан број који се јавља после броја 44, а претходи броју 46.

## У науци
- Је атомски број родијума

## У математици
- Је сложен број, факторише се на просте чиниоце као 32 * 5= 45

## У спорту
- Је дужина трајања једног полувремена у фудбалу у минутама
- Је био број на дресу Мајкла Џордана током једне полусезоне у Чикаго Булсима
- Је просечан број поена (тачно 44,8) по утакмици које је током сезоне 1962-63 постизао Вилт Чембрлен у НБА, наступајући за тадашњи тим Сан Франциско Вориорсе[1]

## Остало
- Је међународни позивни број за Данску[2]
- Је трајање школског часа у минутама
- Је име филма Герија Ленона који је изашао 2006. године у кој је главна улога Мила Јововић
- Је број Француског департмана Лоаре
- Поједине грамофоснке плоче су прављене за очитавање на 45 обртаја у минути